# 2000 en Alberta
Chronologie de l'Alberta
- 1996
- 1997
- 1998
- 1999
- 2000
- 2001
- 2002
- 2003
- 2004

Cette page concerne des événements qui se sont produits durant l'année 2000 dans la province canadienne de l'Alberta.

## Politique
- Premier ministre : Ralph Klein (Association progressiste-conservateur
- Chef de l'Opposition : Nancy MacBeth.
- Lieutenant-gouverneur : Bud Olson (en) puis Lois Hole.
- Législature :

## Événements
- Mise en service de :
  - la  Bankers Hall West Tower , tour de bureaux de 197 mètres de hauteur située à Calgary[1].
  - l' Ernst & Young Tower immeuble de bureaux de 102 mètres de hauteur située 440 2 Avenue SW à Calgary[2].
- 1er avril : le bourg de Legal est devenu officiellement bilingue[3].

## Naissances
- 14 mars : Rebecca Smith, née à Red Deer, nageuse canadienne.
- 30 juin : Jacob Bernard-Docker (né à Canmore), joueur canadien de hockey sur glace. Il évolue au poste de défenseur.

## Décès
- 27 mars : George Trenholm Allen (né le 27 juillet 1914 à Bayfield, au Nouveau-Brunswick, mort à Red Deer, dans la province de l'Alberta), joueur de hockey sur glace professionnel de la Ligue nationale de hockey qui évolua avec les Rangers de New York, les Black Hawks de Chicago et les Canadiens de Montréal.
- 24 septembre : Marcel Lambert, député fédéral d'Edmonton-Ouest (1957-1984) et président de la Chambre des communes du Canada (1962-1963).